# 卡捷里尼夫卡 (佩特羅拉夫利夫卡區)
48°24′32″N 36°14′58″E / 48.40889°N 36.24944°E
卡捷里尼夫卡（烏克蘭語：Катеринівка），是烏克蘭的村落，位於該國中部第聶伯羅彼得羅夫斯克州，由佩特羅拉夫利夫卡區負責管轄，處於薩馬拉河右岸，分別距離馬里納羅夏1公里和彼得里夫卡2公里，海拔高度76米，2001年人口295。